# Сан Грегорио д'Ипона
Сан Грего̀рио д'Ипо̀на (на италиански: San Gregorio d'Ippona) е село и община в Южна Италия, провинция Вибо Валентия, регион Калабрия. Разположено е на 402 m надморска височина. Населението на общината е 2272 души (към 2012 г.).